# Vivalto
Vivalto è il nome attribuito a un tipo di carrozza passeggeri a due piani, esistente sia in versione rimorchiata che semipilota, prodotta per i servizi ferroviari regionali in Italia a partire dai primi anni 2000 in due serie.
La prima serie (sigla NCDP-Nuove Carrozze Doppio Piano), di 450 carrozze, è entrata in servizio nel 2005, affiancando e sostituendo gradualmente le carrozze Piano Ribassato e le carrozze Due Piani "Casaralta".
Una seconda serie (sigla CDPTR-Carrozze Doppio Piano Trasporto Regionale), di 706 carrozze, è entrata in servizio a partire dall'aprile 2012.
Sono tra i convogli più capienti in ambito regionale, con una capacità di 720 posti a sedere per un convoglio di 6 carrozze (5 intermedie e la semipilota), che può essere ridotta o estesa fino ad una capacità di oltre 1000 passeggeri a sedere per convoglio.

## Genesi del nome
Il nome Vivalto è stato scelto tramite un concorso e nasce dall'unione di Vivaldi e alto, riprendendo la tendenza, cominciata con il Minuetto, di attribuire ai treni di nuova generazione per il trasporto regionale nomi provenienti dal mondo della musica.

## Costruzione

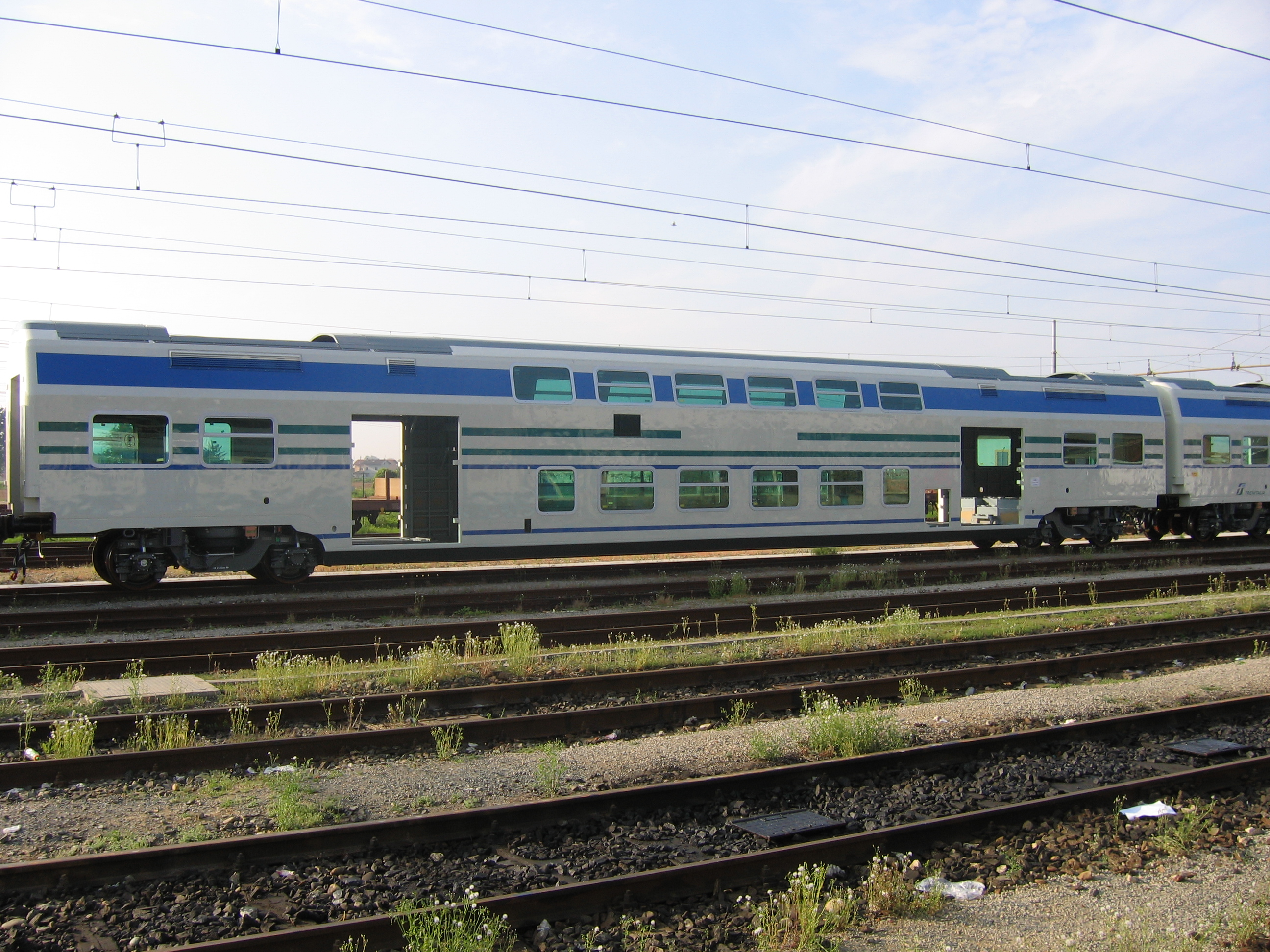
Carrozza Vivalto di prima serie in costruzione a Santhià (VC)

La prima serie è stata costruita dal Consorzio Corifer, un raggruppamento di quattro produttori italiani. 
La seconda serie è stata costruita dalla AnsaldoBreda in raggruppamento con le Officine Ferroviarie Veronesi (OFV) e Magliola Antonio & Figli SpA.
Le carrozze rimorchiate della seconda serie CDPTR sono costruite presso gli stabilimenti AnsaldoBreda di Pistoia e Reggio Calabria, oltre che negli stabilimenti di Officine Ferroviarie Veronesi e Magliola. Le carrozze semipilota sono invece costruite solo negli stabilimenti di queste ultime.
Nel 2015 Trenitalia ha ordinato altre 70 carrozze Vivalto di seconda serie.
Sempre nel 2015 un ulteriore contratto da 190 milioni di euro è stato assegnato a Hitachi Rail Italy, ex AnsaldoBreda, per la fornitura di altre 112 carrozze intermedie e 24 semipilota per Trenitalia.

## Caratteristiche
Il Vivalto appartiene alla nuova generazione di veicoli creati già alla nascita con la livrea XMPR unificata; è destinato all'utilizzo con motrici E.464 (che sono l'unica tipologia di locomotiva in grado di essere telecomandata dalla carrozza semipilota Vivalto, essendo provviste di connettore a 18 poli), di cui la carrozza semipilota riprende la forma del musetto. Inizialmente alcune motrici E.464 erano state pellicolate in una livrea specifica bianca e blu, in tinta con il resto del mezzo. La pellicolatura speciale è stata in seguito abbandonata per ridurre i costi. A partire dal 2014, le carrozze Vivalto di Trenitalia cominciano a ricevere la nuova livrea DPR dedicata ai servizi regionali, basata su due tonalità di grigio, giallo e blu. Le carrozze Vivalto passate alla società lombarda Trenord hanno invece assunto la livrea tipica di tale società, bianca e verde. A inizio 2024, un convoglio Vivalto con una carrozza semipilota e una E.464 era stato ripellicolato con una versione non definitiva della nuova livrea Regionale.
Le carrozze Vivalto sono normalmente impiegate in convogli a composizione bloccata composti da una locomotiva E.464, da carrozze intermedie rimorchiate in numero variabile e da una carrozza semipilota, che può essere sostituita da una seconda locomotiva E.464 utilizzata in doppia trazione simmetrica; per estensione viene chiamato Vivalto l'intero convoglio. Le carrozze semipilota sono attrezzate per la fruizione da parte di disabili anche senza l'assistenza di mezzi in stazione: sulla semipilota sono presenti anche un ampio vano bagagli, porta sci e porta biciclette. Esistono 4 convogli Vivalto con le porte esterne rinforzate, che sono gli unici abilitati alla circolazione sulla linea Direttissima Firenze - Roma. Ad aprile del 2025, un complesso di Vivalto con a capo la E.464.585 è stato ripellicolato con la nuova livrea "Regionale" di Trenitalia.

## Servizi a bordo

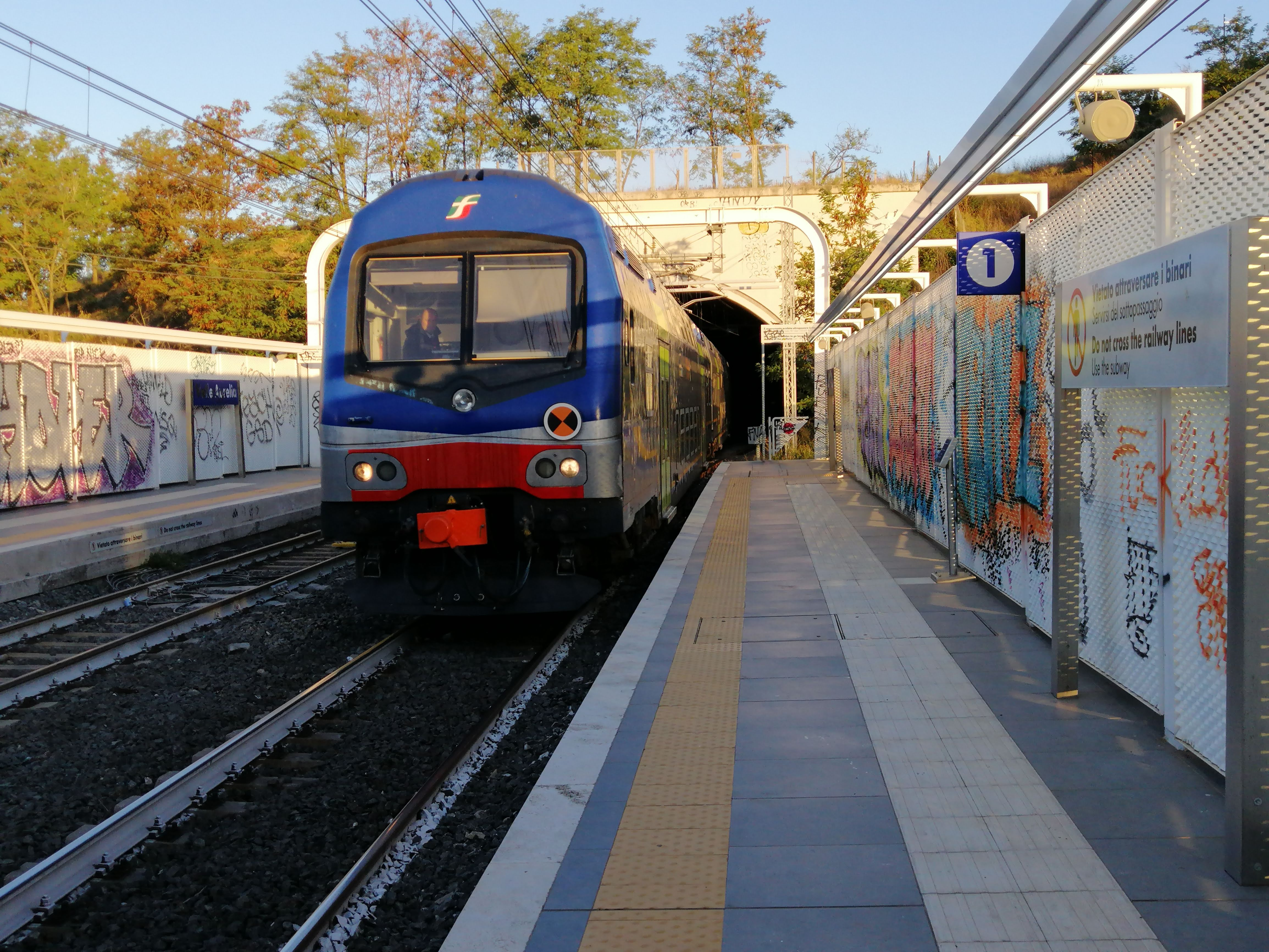
Vivalto in nuova livrea in arrivo nella Stazione di Valle Aurelia.

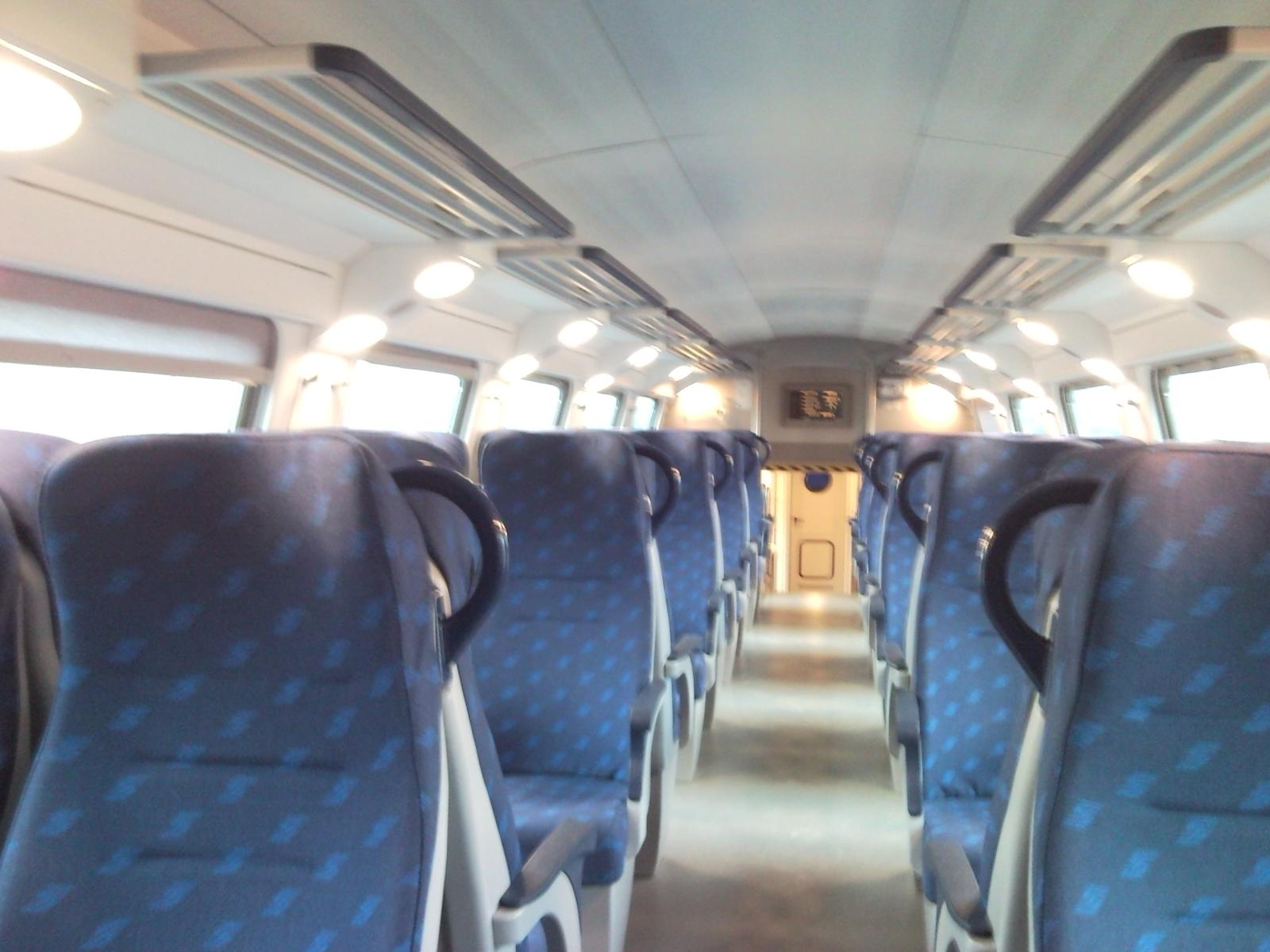
Interni di una carrozza Vivalto
(2ª classe - piano superiore).

Il Vivalto è un rotabile ad alta tecnologia, fornito di dotazioni utilizzate per la prima volta su un treno italiano. L'informazione ai passeggeri è realizzata tramite audiodiffusione, schermi a LED sulle fiancate esterne e monitor LCD interni visibili da ogni punto del treno, in grado, oltre che di visualizzare le informazioni di viaggio (prossima fermata prevista, temperatura esterna e interna, velocità, ritardo e stato dei servizi igienici), di ricevere e riprodurre anche programmi televisivi per l'On-Board Entertainment. Dal punto di vista della sicurezza, tutti i treni Vivalto sono provvisti di un capillare sistema di telecamere di videosorveglianza interne a circuito chiuso e di un impianto anti-incendio automatico con rilevatori di fumo.
I sedili sono disposti frontalmente nella classica configurazione 4x4 vis-a-vis nel piano superiore e nei due compartimenti situati ad altezza intermedia all'estremità delle carrozze, sopra i carrelli; nel piano inferiore invece solo i sedili alle estremità sono frontali, mentre gli altri sono tutti rivolti in una direzione su uno dei lati del corridoio centrale e nella direzione opposta sull'altro lato. Le postazioni passeggeri sono tutte dotate di presa elettrica; i sedili alle estremità dei piani superiori e dei compartimenti laterali e tutti quelli dei piani inferiori sono provvisti anche di tavolini. Si tratta di soluzioni già presenti sul precedente Minuetto.
La prima serie NCDP prevede sia carrozze di prima che di seconda classe, differenziate per l'ampiezza degli spazi e per la colorazione originaria dei sedili in tessuto, blu in seconda classe e rossi in prima. Tuttora è possibile trovare le ex carrozze di prima classe, con parte degli arredi interni di colore rosso invece che blu e con una sola fila di sedili composta da sedute singole, per un totale di tre file, invece che quattro come le carrozze di seconda classe, e con il numero "2" di indicazione della classe all'esterno della carrozza tipicamente di colore bianco invece che di colore blu.
La seconda serie CDPTR, per le carrozze di Trenitalia, prevede invece solo carrozze di seconda classe (anche se dal 2016 sono comparse carrozze di seconda serie miste prima/seconda classe, con la prima posta al piano superiore), equipaggiate con sedili rivestiti in ecopelle blu, mentre Trenord, su alcune delle sue vetture di seconda serie, ha scelto di mantenere la prima classe, ponendola nel pianale ribassato, con sedili di colore grigio.

Entrambe le serie di Vivalto sono dotate di pavimenti montati su strutture antivibranti di nuova concezione, carrelli con ammortizzatori ad aria compressa molto efficienti e porte d'accesso di notevoli dimensioni equipaggiate con un gradino estraibile per facilitare la salita e la discesa e poste in posizione ribassata, a filo delle banchine. La seconda serie CDPTR è inoltre equipaggiata con impianto di illuminazione interna realizzato utilizzando la tecnologia LED.

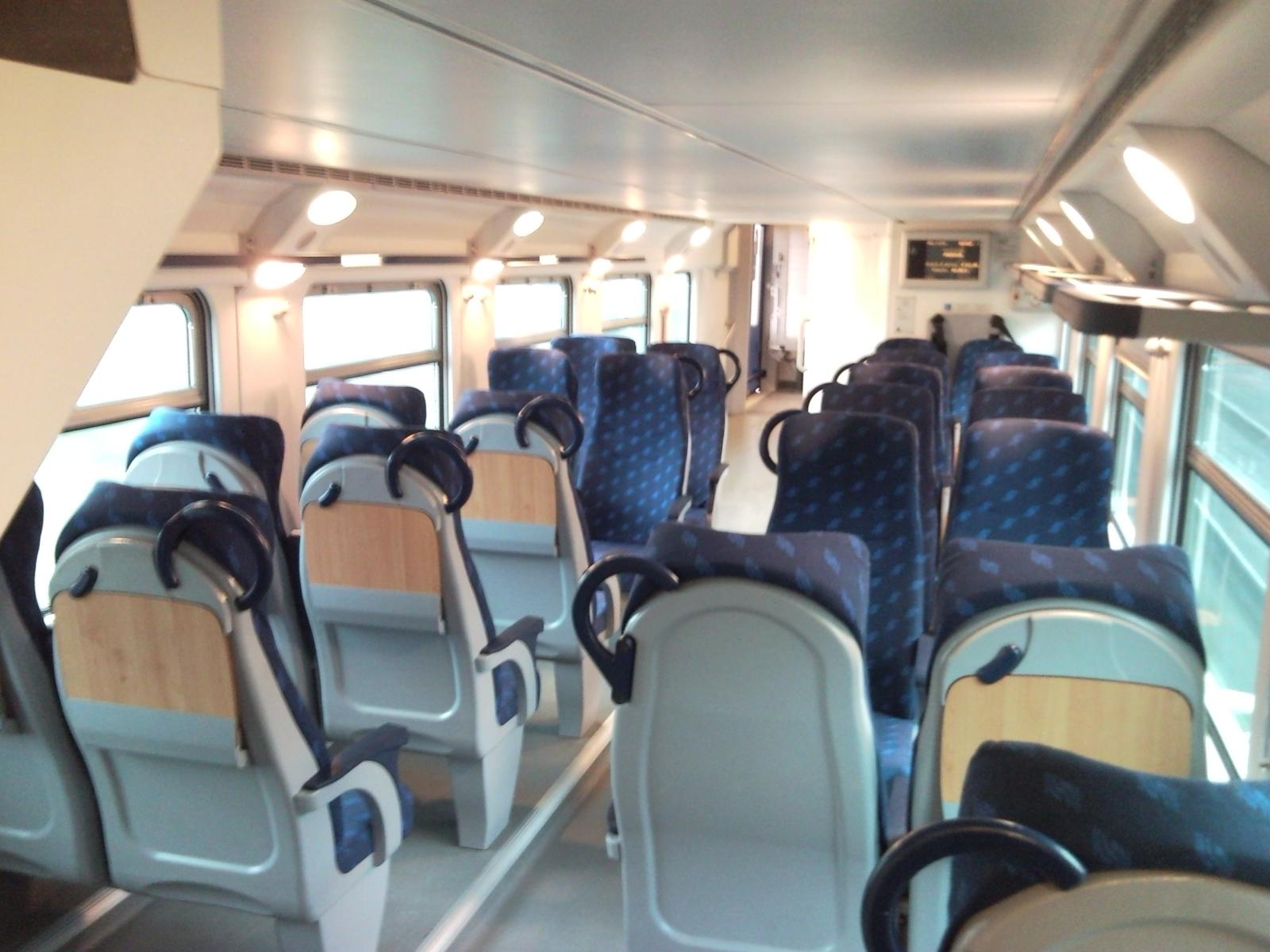
Interni di una carrozza Vivalto
(2ª classe - piano inferiore).

## Galleria d'immagini

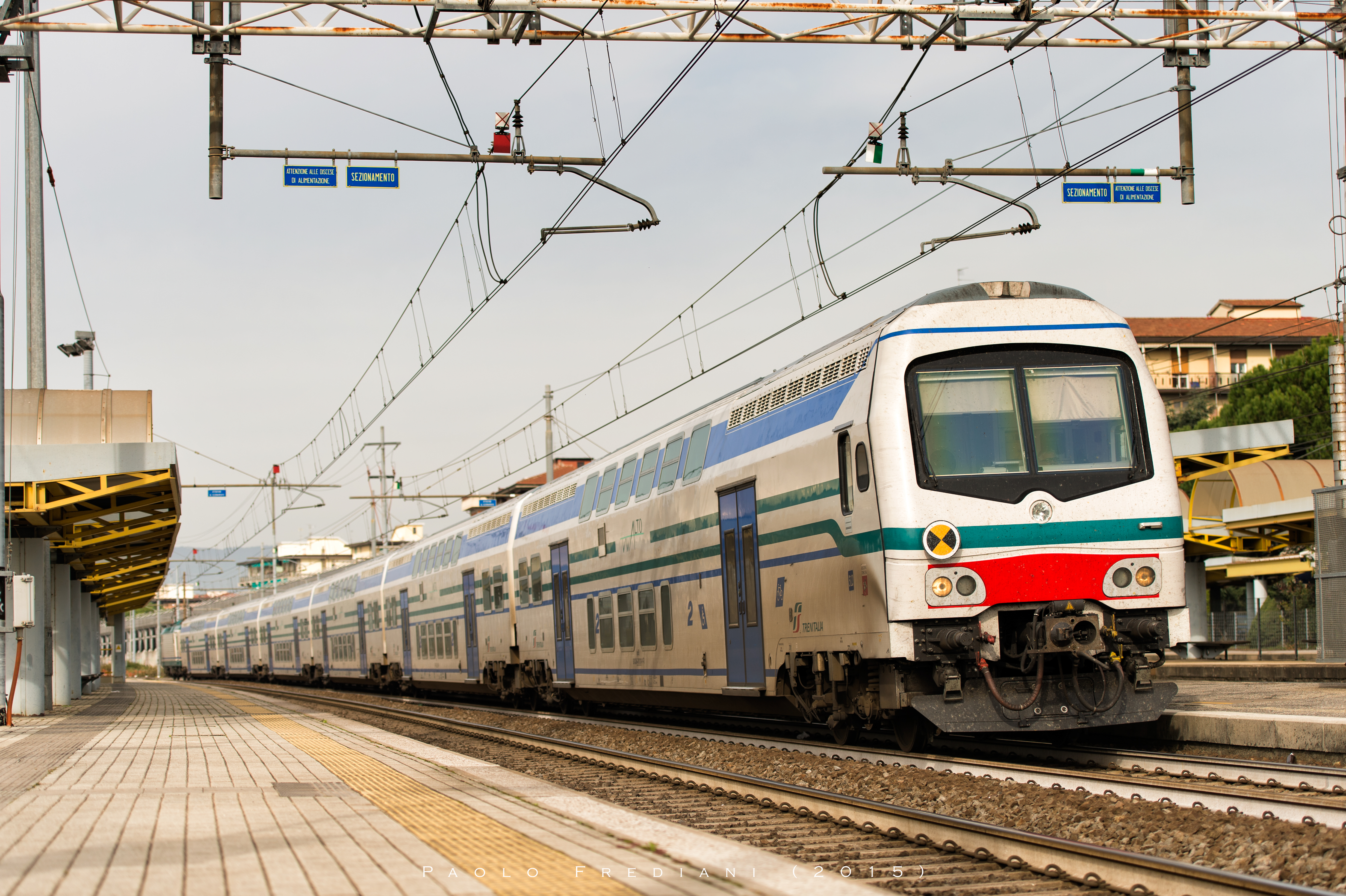
Carrozze Vivalto di 2ª serie in livrea originale, una variante della livrea XMPR
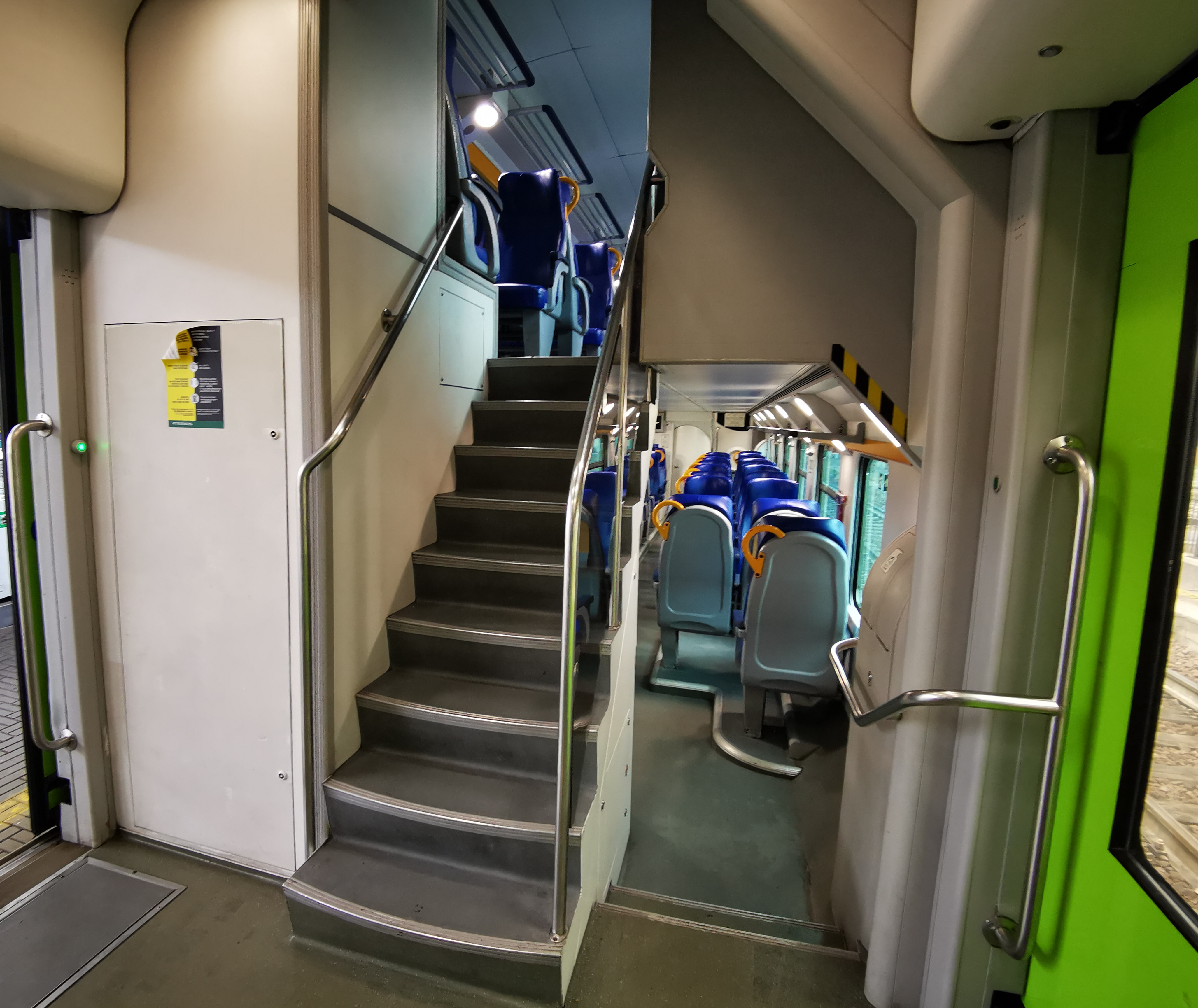
L'ampio vestibolo con la scala per il piano superiore di una carrozza Vivalto di 1ª serie di Trenitalia.
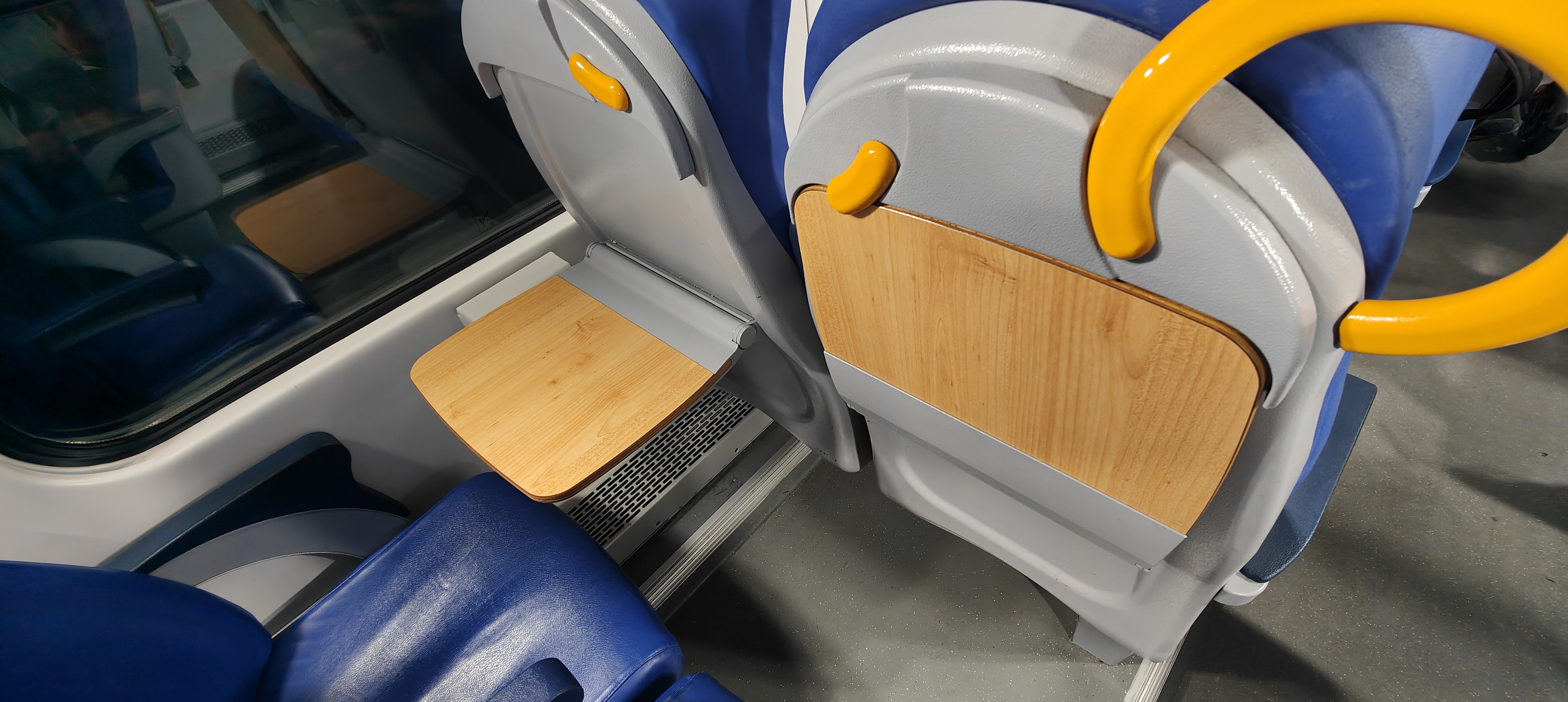
Particolare dei tavolini reclinabili di derivazione aeronautica come d'uso sui moderni treni.
Logo Vivalto in stile "La Musica sta cambiando": si tratta del terzo logo Vivalto ad essere ideato in ordine cronologico.
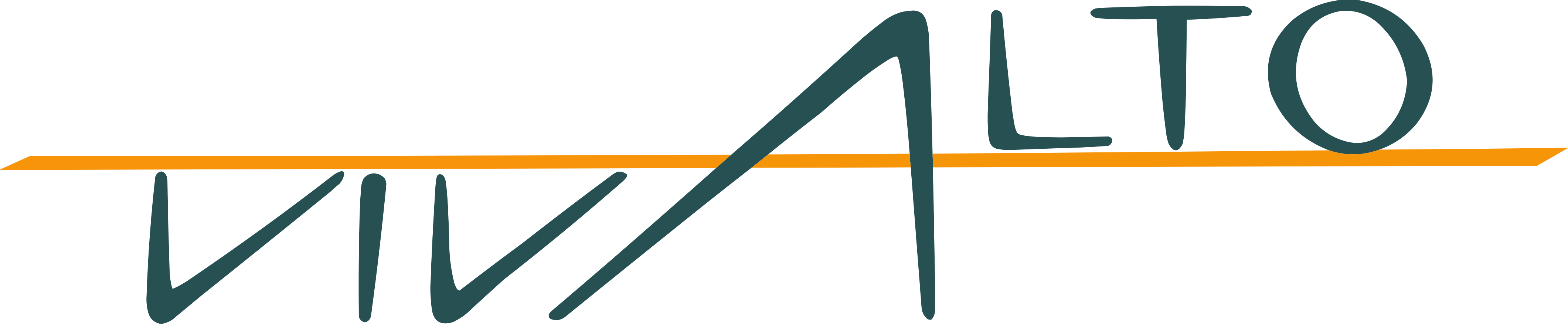
Logo vivalto usato sulle carrozze di seconda serie prima del logo "La musica sta cambiando".
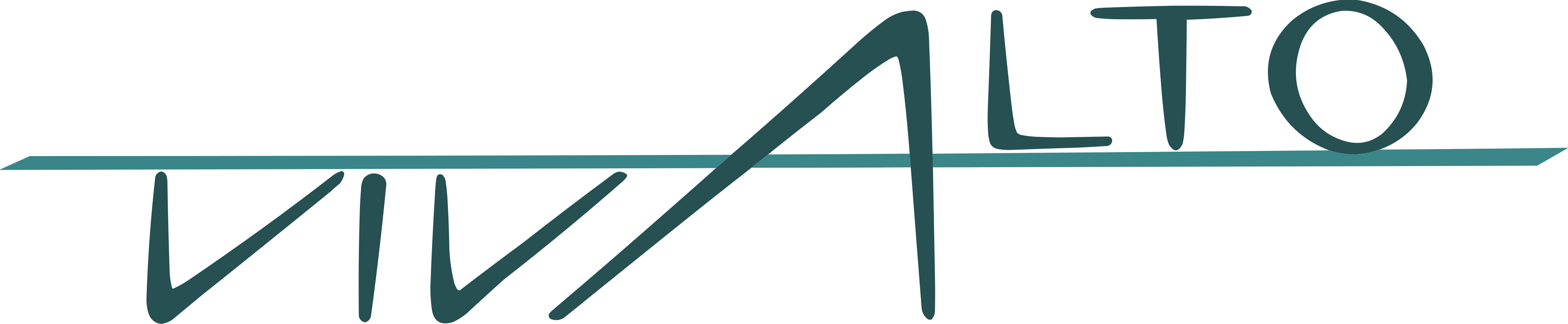
Primo logo Vivalto, usato sulla prima serie di carrozze.
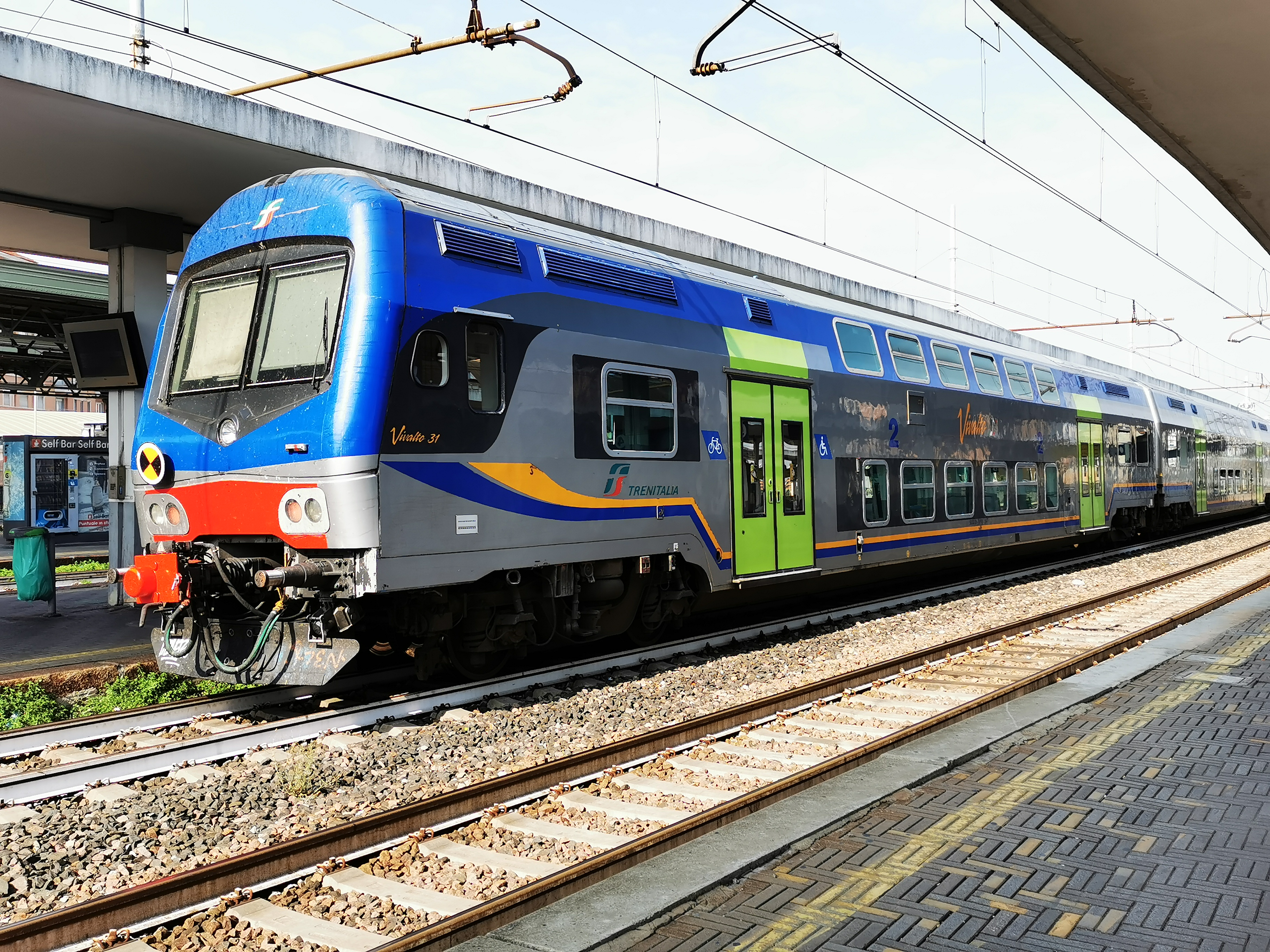
Semipilota Vivalto di 1ª serie.
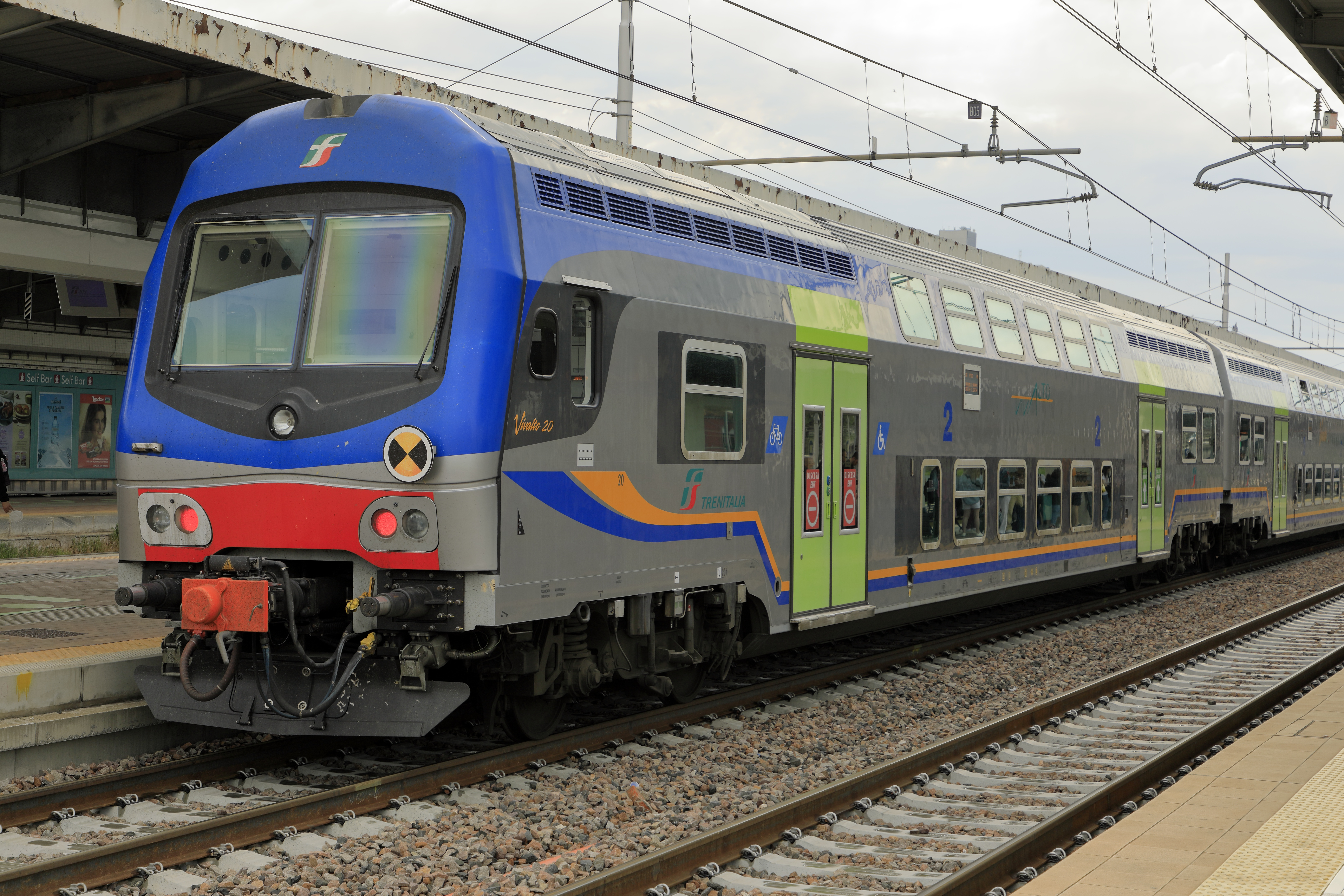
Semipilota Vivalto di 2ª serie. Si noti le diverse griglie di aerazione rispetto alla 1ª serie.
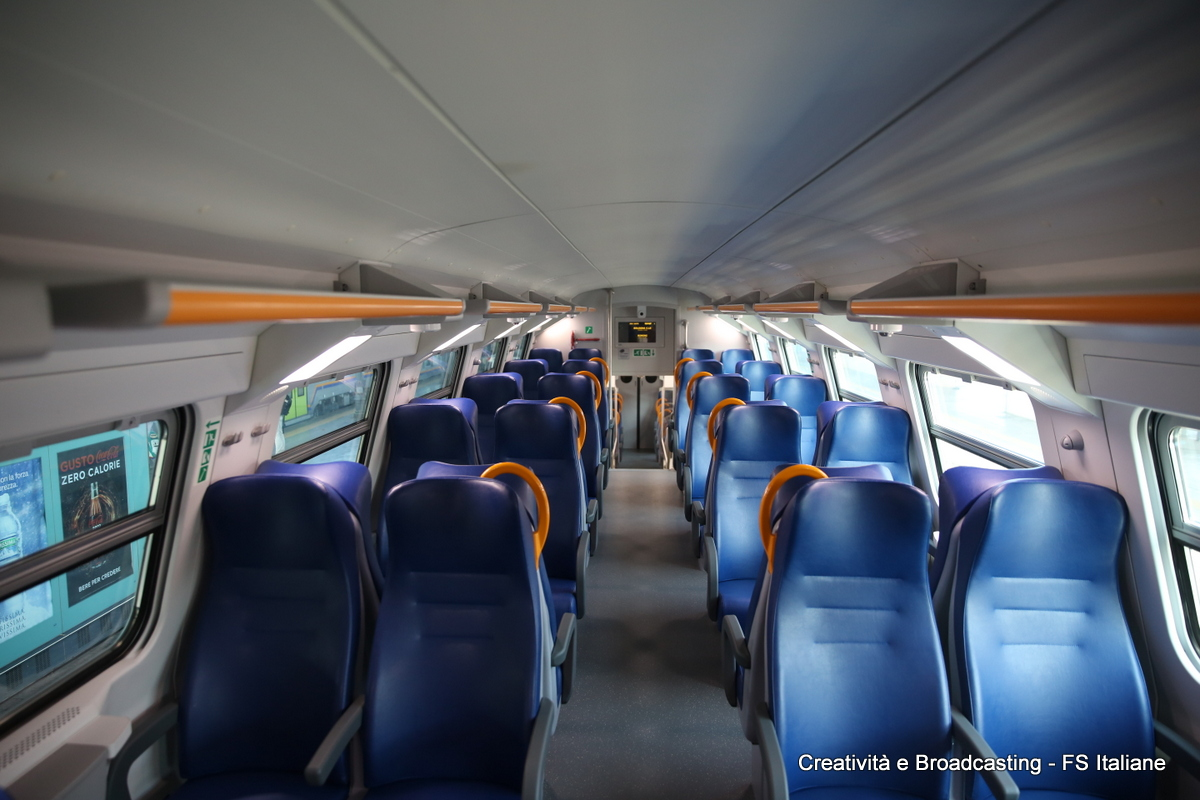
Interni piano superiore carrozza di 2ª serie.
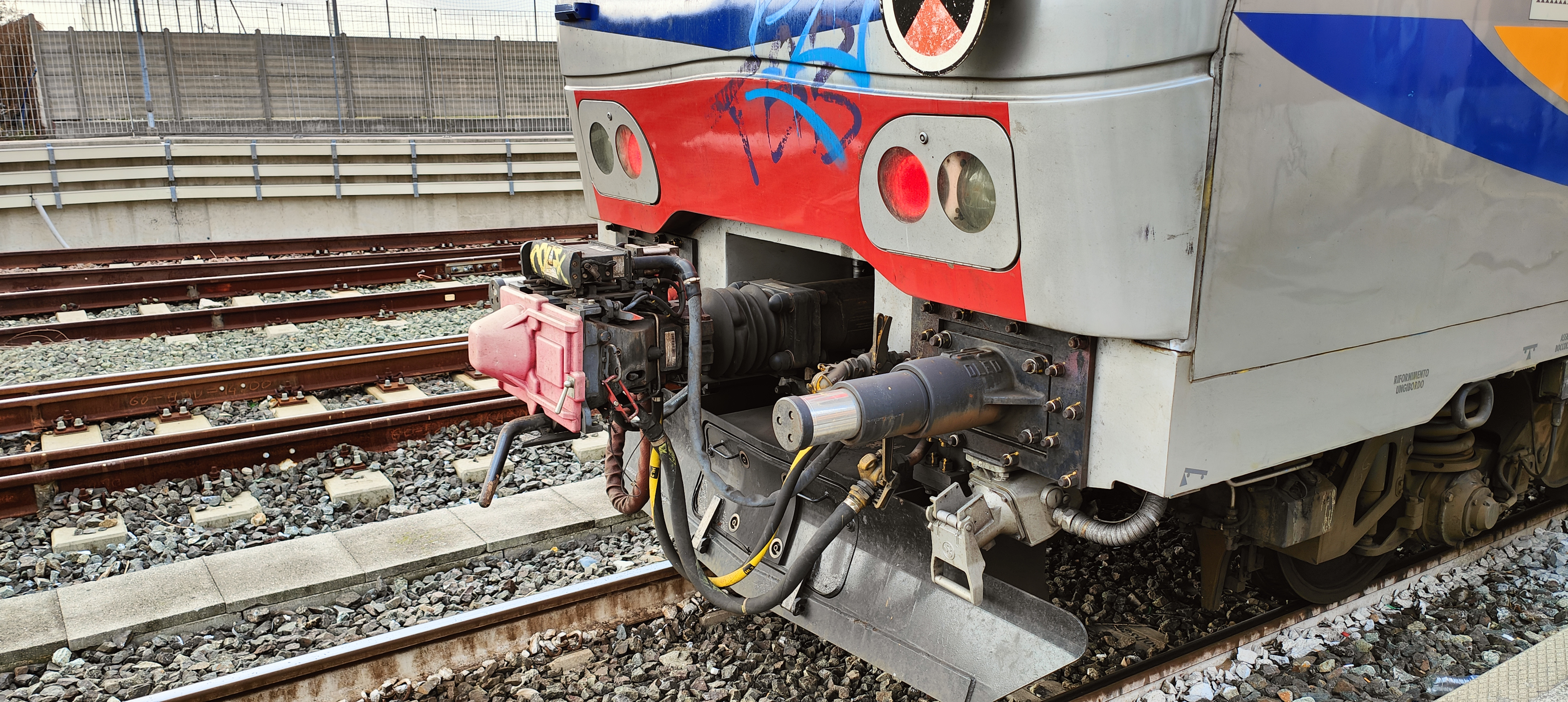
Particolare aggancio e respingenti
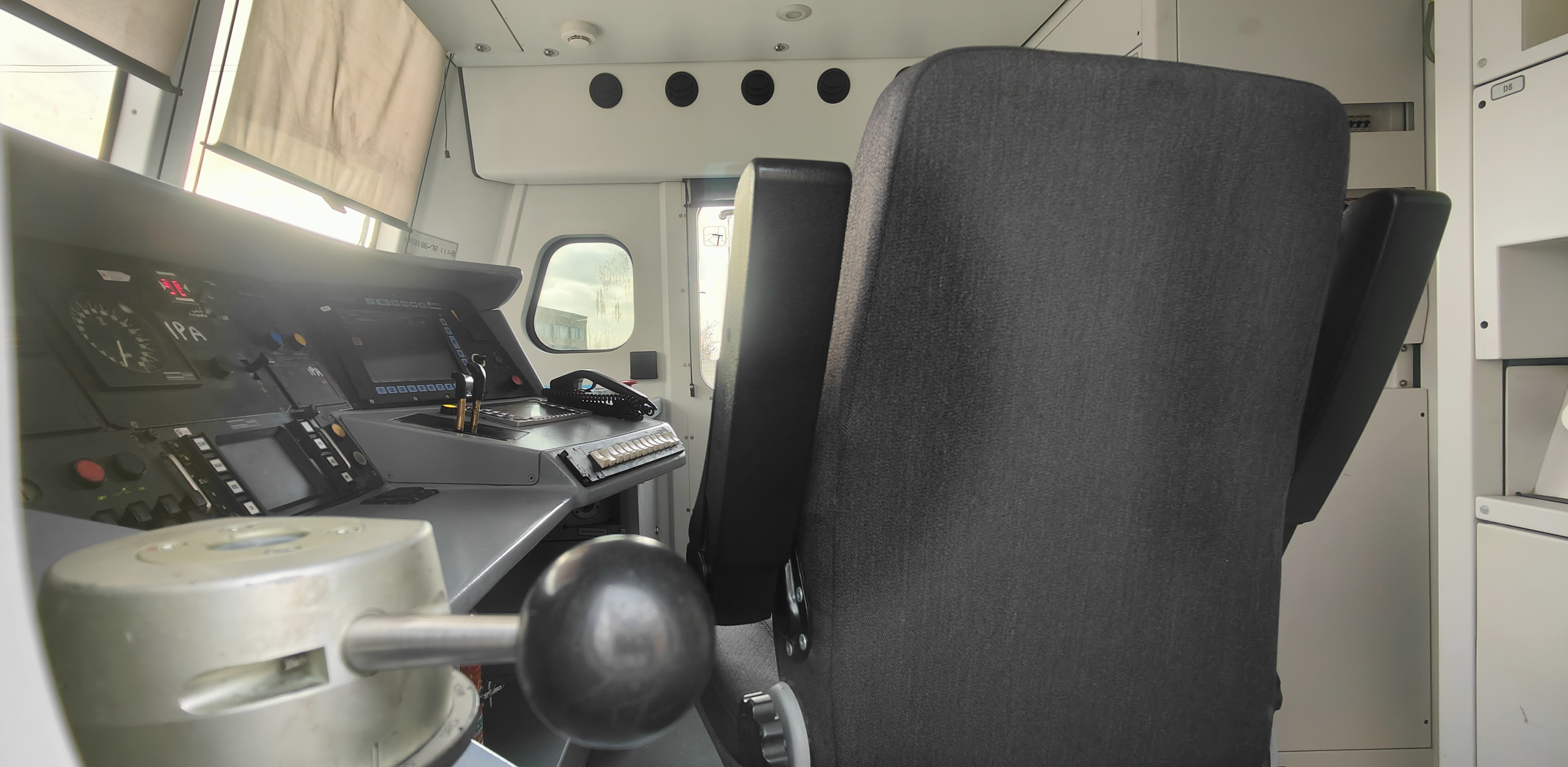
Cabina carrozza pilota e in primo piano leva freno continuo automatico